# Słębowo (gromada)
Słębowo – dawna gromada, czyli najmniejsza jednostka podziału terytorialnego Polskiej Rzeczypospolitej Ludowej w latach 1954–1972.
Gromady, z gromadzkimi radami narodowymi (GRN) jako organami władzy najniższego stopnia na wsi, funkcjonowały od reformy reorganizującej administrację wiejską przeprowadzonej jesienią 1954 do momentu ich zniesienia z dniem 1 stycznia 1973, tym samym wypierając organizację gminną w latach 1954–1972.
Gromadę Słębowo z siedzibą GRN w Słębowie utworzono – jako jedną z 8759 gromad na obszarze Polski – w powiecie żnińskim w woj. bydgoskim, na mocy uchwały nr 24/19 WRN w Bydgoszczy z dnia 5 października 1954. W skład jednostki weszły obszary dotychczasowych gromad Podobowice, Sarbinowo, Słębowo i Ustaszewo ze zniesionej gminy Żnin-Zachód w tymże powiecie. Dla gromady ustalono 17 członków gromadzkiej rady narodowej.
31 grudnia 1959 z gromady Słębowo wyłączono: (a) wieś Podobowice, włączając ją do gromady Gorzyce, oraz (b) wieś Ustaszewo, włączając ją do gromady Juncewo – w tymże powiecie, po czym gromadę Słębowo zniesiono, włączając jej (pozostały) obszar do nowo utworzonej gromady Żnin w tymże powiecie.